# Yulia Zykova
Yulia Zykova (russo:  Юлия Андреевна Зыкова; IPA: [ˈjʉlʲɪɪ̯ə ˈzɨkəvə]; Krasnoiarsk, 25 de novembro de 1995) é uma atiradora esportiva russa, medalhista olímpica.

## Carreira
Zykova participou dos Jogos Olímpicos de Verão de 2020 em Tóquio, onde participou da prova de carabina em três posições, conquistando a medalha de prata como representante do Comitê Olímpico Russo.